# NGC 2171
NGC 2171 је звезда или звезде у сазвежђу Трпеза која се налази на NGC листи објеката дубоког неба.
Деклинација објекта је - 70° 40' 9" а ректасцензија 5h 44m 13,8s. Привидна величина (магнитуда) објекта NGC 2171 износи 5,9.